# Courson-les-Carrières
Courson-les-Carrières este o comună în departamentul Yonne, Franța. În 2009 avea o populație de 863 de locuitori.

## Evoluția populației
| An        | 1975 | 1982 | 1990 | 1999 | 2006 | 2009 |
| --------- | ---- | ---- | ---- | ---- | ---- | ---- |
| Populație | 701  | 682  | 716  | 788  | 853  | 863  |